# Clavularia crassa
Clavularia crassa is een zachte koraalsoort uit de familie Clavulariidae. De koraalsoort komt uit het geslacht Clavularia. Clavularia crassa werd in 1848 voor het eerst wetenschappelijk beschreven door Milne Edwards.
1. ↑  (en) Clavularia crassa op de IUCN Red List of Threatened Species.